# WTA Elite Trophy
El WTA Elite Trophy, és el torneig de tennis professional que es disputa anualment al final de cada temporada, amb la participació de les dotze millors jugadores individuals no classificades pel WTA Finals, i les sis millors parelles del rànquing mundial de la WTA. Actualment se celebra al mes de novembre al Hengqin International Tennis Center de Zhuhai, Xina.

## Seus
| Ciutat | Anys            | Recinte                             | Superfície |
| ------ | --------------- | ----------------------------------- | ---------- |
| Zhuhai | 2015−actualitat | Hengqin International Tennis Center | Dura (i)   |

## Palmarès

### Individual femení
| Localització | Any  | Campiona                                              | Finalista                                             | Resultat                                              |
| Zhuhai       |      |                                                       |                                                       |                                                       |
| ------------ | ---- | ----------------------------------------------------- | ----------------------------------------------------- | ----------------------------------------------------- |
| Zhuhai       | 2023 | Beatriz Haddad Maia                                   | Zheng Qinwen                                          | 7−6(11), 7−6(4)                                       |
| Zhuhai       | 2022 | Torneig suspès a causa de la pandèmia per coronavirus | Torneig suspès a causa de la pandèmia per coronavirus | Torneig suspès a causa de la pandèmia per coronavirus |
| Zhuhai       | 2021 | Torneig suspès a causa de la pandèmia per coronavirus | Torneig suspès a causa de la pandèmia per coronavirus | Torneig suspès a causa de la pandèmia per coronavirus |
| Zhuhai       | 2020 | Torneig suspès a causa de la pandèmia per coronavirus | Torneig suspès a causa de la pandèmia per coronavirus | Torneig suspès a causa de la pandèmia per coronavirus |
| Zhuhai       | 2019 | Arina Sabalenka                                       | Kiki Bertens                                          | 6−4, 6−2                                              |
| Zhuhai       | 2018 | Ashleigh Barty                                        | Wang Qiang                                            | 6−3, 6−4                                              |
| Zhuhai       | 2017 | Julia Görges                                          | CoCo Vandeweghe                                       | 7−5, 6−1                                              |
| Zhuhai       | 2016 | Petra Kvitová                                         | Elina Svitòlina                                       | 6−4, 6−2                                              |
| Zhuhai       | 2015 | Venus Williams                                        | Karolína Plíšková                                     | 7−5, 7−6(6)                                           |

### Dobles femenins
| Localització | Any  | Campiones                                             | Finalistes                                            | Resultat                                              |
| Zhuhai       |      |                                                       |                                                       |                                                       |
| ------------ | ---- | ----------------------------------------------------- | ----------------------------------------------------- | ----------------------------------------------------- |
| Zhuhai       | 2023 | Beatriz Haddad Maia Veronika Kudermétova              | Miyu Kato Aldila Sutjiadi                             | 6−3, 6−3                                              |
| Zhuhai       | 2022 | Torneig suspès a causa de la pandèmia per coronavirus | Torneig suspès a causa de la pandèmia per coronavirus | Torneig suspès a causa de la pandèmia per coronavirus |
| Zhuhai       | 2021 | Torneig suspès a causa de la pandèmia per coronavirus | Torneig suspès a causa de la pandèmia per coronavirus | Torneig suspès a causa de la pandèmia per coronavirus |
| Zhuhai       | 2020 | Torneig suspès a causa de la pandèmia per coronavirus | Torneig suspès a causa de la pandèmia per coronavirus | Torneig suspès a causa de la pandèmia per coronavirus |
| Zhuhai       | 2019 | Liudmila Kitxenok Andreja Klepač                      | Duan Yingying Yang Zhaoxuan                           | 6−3, 6−3                                              |
| Zhuhai       | 2018 | Liudmila Kitxenok Nadia Kitxenok                      | Shuko Aoyama Lidziya Marozava                         | 6−4, 3−6, [10−7]                                      |
| Zhuhai       | 2017 | Lu Jingjing Zhang Shuai                               | Duan Yingying Han Xinyun                              | 7−6(3), 6−3                                           |
| Zhuhai       | 2016 | Xu Yifan İpek Soylu                                   | Yang Zhaoxuan You Xiaodi                              | 6−4, 3−6, [10−7]                                      |
| Zhuhai       | 2015 | Liang Chen Wang Yafan                                 | Anabel Medina Garrigues Arantxa Parra Santonja        | 6−4, 6−3                                              |